# Parochmastis hilderi
Parochmastis hilderi är en fjärilsart som beskrevs av Bradley 1956. Parochmastis hilderi ingår i släktet Parochmastis och familjen äkta malar. Inga underarter finns listade i Catalogue of Life.